# Deraeocoris fulvescens
Deraeocoris fulvescens är en insektsart som först beskrevs av Reuter 1909.  Deraeocoris fulvescens ingår i släktet Deraeocoris och familjen ängsskinnbaggar. Inga underarter finns listade i Catalogue of Life.